# She Was Pretty
She Was Pretty (hangul: 그녀는 예뻤다; rr: Geunyeoneun Yeppeodda) é uma série de televisão sul-coreana exibida pela MBC TV de 16 de setembro a 11 de novembro de 2015, estrelada por Hwang Jung-eum, Park Seo-joon, Go Joon-hee e Choi Siwon.

## Enredo
Uma comédia romântica sobre dois conhecidos do passado que se reencontram depois de terem passado por uma reversão das fortunas e aparências, situado no pano de fundo de um escritório de publicação de revistas de moda.
Kim Hye-jin era uma garota muito bonita de uma família rica. Depois de editora de sua família faliu, ela experimentou dificuldades, em seguida, perdeu a sua beleza também. Ji Sung-joon era um rapaz atraente com baixa auto-estima, mas cresce como um editor bonito e bem sucedido.

## Elenco

### Elenco principal
- Hwang Jung-eum como Kim Hye-jin [5][6][7]
  - Jung Da-bin como Kim Hye-jin (jovem)
- Park Seo-joon como Ji Sung-joon
  - Yang Han-yeol como Ji Sung-joon (jovem)
- Go Joon-hee como Min Ha-ri
  - Lee Ja-in como Min Ha-ri (jovem)
- Choi Siwon como Kim Shin-hyuk

### Elenco de apoio
- Hwang Seok-jeong como Kim Ra-ra
- Shin Dong-mi como Cha Joo-young
- Ahn Se-ha como Kim Poong-ho
- Park Yu-hwan como Kim Joon-woo[8]
- Choi Si-won como Kim Shin Hyuk
- Kang Soo-jin como Joo Ah-reum
- Shin Hye-sun como Han Seol
- Kim Ha-gyoon como Boo Jong-man
- Jo Chang-geun como Gwang Hee
- Jin Hye-won como Lee Seol-bi
- Cha Jung-won como Jung Seon-min
- Bae Min-jung como Park Yi-kyung
- Im Ji-hyun como Lee Eun-young
- Park Choong-seon como Kim Jong-seob
- Lee Il-hwa como Han Jung-hye
- Lee Byung-joon como Min Yong-gil
- Seo Jung-yeon como Na Ji-seon
- Yoon Yoo-sun como Cha Hye-jung

## Exibição
Foi exibida pelo canal TNT Novelas entre 17 de junho e 5 de julho de 2024.

## Classificações
Na tabela abaixo, os números azuis representam as mais baixas classificações e os números vermelhos representam as mais altas classificações.
| Episódio | Data de transmissão original | Audiência média    | Audiência média              | Audiência média           | Audiência média              | Audiência média                          |
| Episódio | Data de transmissão original | Classificação TNmS | Classificação TNmS           | Classificação AGB Nielsen | Classificação AGB Nielsen    | Classificações mais elevadas do Internet |
| Episódio | Data de transmissão original | Em todo o país     | Região Metropolitana de Seul | Em todo o país            | Região Metropolitana de Seul | Classificações mais elevadas do Internet |
| -------- | ---------------------------- | ------------------ | ---------------------------- | ------------------------- | ---------------------------- | ---------------------------------------- |
| 1        | 16 de setembro de 2015       | 4.9%               | 5.8%                         | 4.8%                      | 5.0%                         | 18.1%                                    |
| 2        | 17 de setembro de 2015       | 7.1%               | 8.1%                         | 7.2%                      | 7.8%                         | 25.1%                                    |
| 3        | 23 de setembro de 2015       | 8.0%               | 9.1%                         | 8.5%                      | 9.4%                         | 30.9%                                    |
| 4        | 24 de setembro de 2015       | 7.8%               | 8.8%                         | 9.9%                      | 9.9%                         | 32.5%                                    |
| 5        | 30 de setembro de 2015       | 9.0%               | 10.8%                        | 10.7%                     | 11.9%                        | 40.6%                                    |
| 6        | 1 de outubro de 2015         | 8.4%               | 10.4%                        | 10.2%                     | 11.3%                        | 40.2%                                    |
| 7        | 7 de outubro de 2015         | 11.8%              | 13.7%                        | 13.1%                     | 14.2%                        | 47.0%                                    |
| 8        | 8 de outubro de 2015         | 13.2%              | 15.4%                        | 14.5%                     | 16.3%                        | 49.6%                                    |
| 9        | 15 de outubro de 2015        | 16.2%              | 19.1%                        | 16.7%                     | 17.9%                        | 59.4%                                    |
| 10       | 21 de outubro de 2015        | 15.3%              | 17.4%                        | 17.3%                     | 19.7%                        | 59.6%                                    |
| 11       | 22 de outubro de 2015        | 17.2%              | 19.7%                        | 17.7%                     | 19.2%                        | 59.8%                                    |
| 12       | 28 de outubro de 2015        | 15.5%              | 17.8%                        | 16.5%                     | 17.9%                        | 58.6%                                    |
| 13       | 29 de outubro de 2015        | 15.0%              | 17.5%                        | 18.0%                     | 19.8%                        | 56.0%                                    |
| 14       | 4 de novembro de 2015        | 15.3%              | 17.4%                        | 15.9%                     | 17.8%                        | 58.0%                                    |
| 15       | 5 de novembro de 2015        | 15.0%              | 17.8%                        | 16.9%                     | 18.7%                        | 52.8%                                    |
| 16       | 11 de novembro de 2015       | 15.0%              | 17.7%                        | 15.9%                     | 17.7%                        | —                                        |
| Média    | Média                        | 12.17%             | 14.16%                       | 13.36%                    | 14.66%                       | -                                        |

## Trilha sonora
1. 쿵쿵쿵 (Thumping) - Kim Min-seung - 3:25
2. 가끔 (Sometimes) - Zia - 3:56
3. 한 걸음 더 (One More Step) - Ki Hyun da boy band Monsta X - 3:25
4. 모르나봐 (You Don't Know Me) - Soyou da girlgroup Sistar, Brother Su - 3:20
5. 너뿐이야 (You're the Only One)	- Choi Siwon - 4:18
6. 먼 길 (A Long Way) - Park Seo-joon - 4:12
7. (They Long to Be) Close to You - The Carpenters - 3:41

## Prêmios e indicações
| Ano  | Prêmio               | Categoria                                                   | Recipiente                     | Resultado |
| ---- | -------------------- | ----------------------------------------------------------- | ------------------------------ | --------- |
| 2015 | 4th APAN Star Awards | Prêmio de excelência, o ator em uma minissérie              | Park Seo-joon                  | Indicado  |
| 2015 | 4th APAN Star Awards | Melhor atriz coadjuvante                                    | Hwang Seok-jeong               | Indicado  |
| 2015 | Grimae Awards        | Prêmio de excelência no drama                               | Lee Jin-seok, Roh Hyeong-sik   | Venceu    |
| 2015 | Grimae Awards        | Prêmio de melhor diretor de iluminação                      | Kim Yong-sam                   | Venceu    |
| 2015 | MBC Drama Awards     | Grande Prêmio (Daesang)                                     | Hwang Jung-eum                 | Indicado  |
| 2015 | MBC Drama Awards     | Drama do ano                                                | She Was Pretty                 | Indicado  |
| 2015 | MBC Drama Awards     | Prêmio PD                                                   | Hwang Jung-eum                 | Venceu    |
| 2015 | MBC Drama Awards     | Prêmio de excelência em internet, a atriz em uma minissérie | Hwang Jung-eum                 | Venceu    |
| 2015 | MBC Drama Awards     | Prêmio de excelência, o ator em uma minissérie              | Park Seo-joon                  | Venceu    |
| 2015 | MBC Drama Awards     | Prêmio de excelência, o ator em uma minissérie              | Choi Siwon                     | Indicado  |
| 2015 | MBC Drama Awards     | Prêmio de excelência, a atriz em uma minissérie             | Go Joon-hee                    | Indicado  |
| 2015 | MBC Drama Awards     | Top 10 Stars                                                | Hwang Jung-eum                 | Venceu    |
| 2015 | MBC Drama Awards     | Top 10 Stars                                                | Park Seo-joon                  | Venceu    |
| 2015 | MBC Drama Awards     | Melhor ator coadjuvante em minissérie                       | Ahn Se-ha                      | Indicado  |
| 2015 | MBC Drama Awards     | Melhor atriz coadjuvante em minissérie                      | Hwang Seok-jeong               | Venceu    |
| 2015 | MBC Drama Awards     | Melhor atriz coadjuvante em minissérie                      | Shin Dong-mi                   | Indicado  |
| 2015 | MBC Drama Awards     | Melhor novo ator em uma minissérie                          | Park Yu-hwan                   | Indicado  |
| 2015 | MBC Drama Awards     | Melhor nova atriz em uma minissérie                         | Shin Hye-seon                  | Indicado  |
| 2015 | MBC Drama Awards     | Melhor ator jovem                                           | Yang Han-yeol                  | Venceu    |
| 2015 | MBC Drama Awards     | Prêmio popularidade, ator                                   | Park Seo-joon                  | Venceu    |
| 2015 | MBC Drama Awards     | Prêmio popularidade, ator                                   | Choi Siwon                     | Indicado  |
| 2015 | MBC Drama Awards     | Prêmio popularidade, atriz                                  | Hwang Jung-eum                 | Venceu    |
| 2015 | MBC Drama Awards     | Prêmio popularidade, atriz                                  | Go Joon-hee                    | Indicado  |
| 2015 | MBC Drama Awards     | Prêmio de melhor casal                                      | Park Seo-joon e Hwang Jung-eum | Indicado  |
| 2015 | MBC Drama Awards     | Escritor do ano                                             | Jo Sung-hee                    | Venceu    |